# 埃克斯普雷斯灣
60°42′S 45°39′W / 60.700°S 45.650°W
埃克斯普雷斯灣（英語：Express Cove）是南極洲的海灣，位於南奧克尼群島的西格尼島西岸，處於福卡角以北，在1933年由英國研究隊繪入地圖，現時由南極條約體系管理。